# Enrique Wolff
Enrique Ernesto Wolff (ur. 21 lutego 1949 w Buenos Aires) – argentyński piłkarz, grający podczas kariery na pozycji obrońcy.

## Kariera klubowa
Enrique Wolff rozpoczął karierę w klubie Racingu w 1967. Z Racingiem zdobył Copa Libertadores 1967 oraz Puchar Interkontynentalny w tym samym roku. W latach 1973–1974 występował w River Plate. W 1974 wyjechał do hiszpańskiego do klubu UD Las Palmas. W Primera División Wolff zadebiutował 7 września 1974 w wygranym 3-1 meczu z Betisem Sevilla.
W swoim pierwszym sezonie Wolff wystąpił w 30 meczach, w których strzelił 3 bramki, a Las Palmas zajęło 13. miejsce w Primera División. Rok później Las Palmas zajęło ponownie 13., a w 1977 4. miejsce w lidze hiszpańskiej, a Wolff rozegrał 34 i 29 meczów, strzelając w każdym sezonie po 2 bramki. Dobra gra zaowocowała transferem do Realu Madryt. Z Realem dwukrotnie zdobył mistrzostwo Hiszpanii w 1978 i 1979. Ostatni raz w barwach Królewskich Wolff wystąpił 3 czerwca 1979 w wygranym 5-1 meczu z Racingiem Santander. Ogółem w lidze hiszpańskiej rozegrał 161 spotkań, w których strzelił 11 bramek.
Po powrocie do Argentyny został zawodnikiem Argentinos Juniors Buenos Aires, jednak po rozegraniu w jego barwach 8 meczów zakończył karierę. W 1981 powrócił na krótko na boisko w barwach drugoligowego CA Tigre.

## Kariera reprezentacyjna
W reprezentacji Argentyny Wolff zadebiutował w 1972. W 1974 został powołany na mistrzostwa świata. Na mundialu w RFN Wolff wystąpił w pięciu meczach z: Polską, Włochami, Haiti, Holandią i NRD. Ogółem w barwach albicelestes wystąpił w 27 meczach, w których strzelił bramkę.

## Kariera dziennikarska
W 1992 Wolff zaczął prowadzić w lokalnej telewizji program Simplemente Fútbol (Prosty futbol). Wkrótce przeniósł się wraz z programem do stacji Telefe. W 1998 Wolff przeniósł się z programem do stacji Fox Sports Latinoamérica. Od 2000 Simplemente Fútbol jest nadawany przez ESPN Latin America.